# Nerka (elektroakustyka)
Trwa dyskusja nad usunięciem tego artykułu, kliknij i weź w niej udział.
Nerka - charakterystyka czułości kierunkowej mikrofonu. Mikrofony-nerki to takie, które są najczulsze dla kierunku przed mikrofonem, i których czułość stopniowo spada do zera dla kierunku za mikrofonem.